# Robert Hoe
Robert Hoe auch Robert Hoe III. (* 10. März 1839 in New York City; † 22. September 1909 in London) war ein US-amerikanischer Geschäftsmann, Fabrikant und Sammler.

## Leben
Robert Hoe war der Neffe von Richard March Hoe und dessen Nachfolger in der Firma R. Hoe & Company, einem Druckmaschinenhersteller. Er war einer der Organisatoren und der erste Präsident des Grolier Club, benannt nach Jean Grolier, der bekannten New Yorker Organisation zur Förderung der Buchherstellung als Kunst. Er war ein ambitionierter Sammler von seltenen Büchern und Manuskripten sowie Silber, Miniaturen und andere Kunstgegenständen. Der Wert seiner Sammlungen zum Zeitpunkt seines Todes wurde auf mehrere Millionen Dollar geschätzt. Die Kataloge seiner Bibliothek waren einzigartig in der typografischen Ausführung und vom bibliographischen Standpunkt.

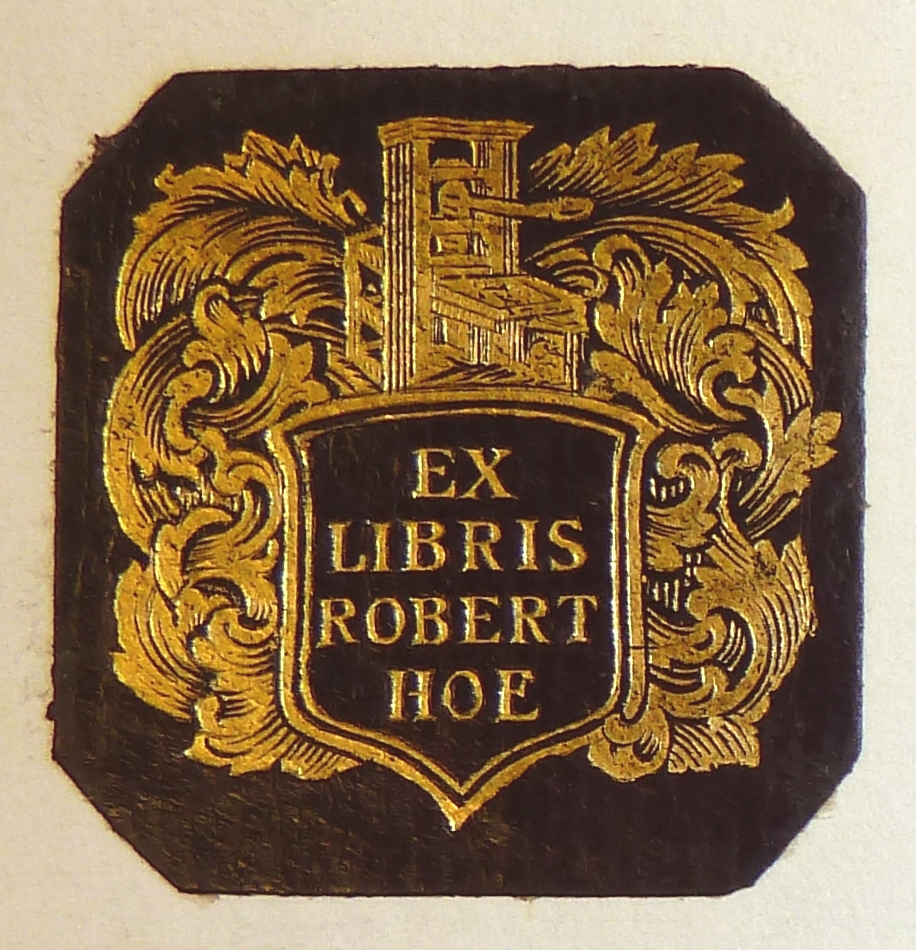
Exlibris von Robert Hoe

## Werke (englisch)
- A Short History of the Printing Press (New York, 1902)
- Bookbinding as a Fine Art (Grolier Club; New York, 1886)
- Magazin »Maberly's« Print Collector (1880).